# Without You (canción de Badfinger)
«Without You» (en español: «sin ti») es una canción grabada originalmente por Badfinger para su álbum No Dice (1970), escrita por Pete Ham y Tom Evans y producida por Geoff Emerick. Ham compuso la letra, titulada inicialmente "If It's Love", pero carecía de un estribillo con fuerza. Evans, por su parte, había escrito un estribillo de estas características, pero le faltaba las estrofas adecuadas, por lo que decidieron unir las dos partes. El protagonista de esta balada le dice a su amada que "no puedo vivir si tengo que vivir sin ti".

## Versión de Harry Nilsson
Harry Nilsson, en su momento conocido por su éxito Everybody's Talkin' y por componer canciones como One para Three Dog Night, escuchó la grabación de Badfinger de Without You en una fiesta y creyó erróneamente que el tema pertenecía a The Beatles. Más tarde, después de darse cuenta de que no era del grupo, decidió hacer una versión él mismo para su álbum Nilsson Schmilsson (1971). Fue número uno en la lista estadounidense Billboard Hot 100 durante cuatro semanas, desde el 13 de febrero al 11 de marzo de 1972. En Reino Unido, la canción permaneció cinco semanas en la primera posición, a partir del 11 de marzo de ese mismo año, y vendió casi 800 000 copias. El sencillo fue producido por Richard Perry, quien posteriormente afirmó, "Se trataba una canción diferente para aquella época. Era una gran balada con ritmo muy marcado y, aunque muchos artistas han compuestos canciones similares desde entonces, nadie hasta ese momento lo había hecho". Gary Wright, conocido entonces por pertenecer al grupo británico Spooky Tooth y posteriormente convertirse en un exitoso artista en solitario, tocó el piano en la grabación de la versión de Nilsson.
A pesar de que Nilsson apenas la interpretó en directo, sí lo hizo con Ringo Starr y su grupo All-Starr Band en el Caesar's Palace de Las Vegas en septiembre de 1992, además de cantarla en varias fiestas de fanes de The Beatles.

## Versión de Mariah Carey
Mariah Carey produjo, junto a Walter Afanasieff, la versión de la canción que incluyó en su tercer álbum de estudio Music Box. La producción está basada en la versión de Harry Nilsson, siendo una de las canciones de estilo soft rock más marcado de Carey. En esta balada, la cantante exhibe su voz desde notas muy graves a las más altas durante toda la canción.

## Versión de Rivers Cuomo
En 2004, el cantante Rivers Cuomo, del grupo Weezer, colgó su versión de Without You en su página de MySpace. La canción fue retirada de la página debido a los derechos de autor, aunque todavía circula por Internet.

## Versión de Il Divo
El cuarteto musical Il Divo compuesto por cuatro cantantes masculinos: el suizo Urs Bühler, el español Carlos Marín, el estadounidense David Miller y el francés Sébastien Izambard, versionaron a cuatro voces melódicas el tema, incluido en su álbum Siempre de 2006.

## Versión de Il Volo
En 2016 el trío italiano de pop lírico Il Volo grabó una versión en catalán de la canción, con el título de Et queda tant per viure, para el disco benéfico El Disc de la Marató. Il Volo interpretó esta canción en la gala benéfica de la Maratò de la televisión catalana TV3 el 18 de diciembre de 2016, consiguiendo el minuto de máxima audiencia de toda la transmisión.

## Otras versiones
Numerosos artistas han realizado versiones de Without You, incluidos:
- Shirley Bassey, para el álbum And I Love You So (agosto de 1972);
- Cilla Black, para el álbum Day By Day With Cilla (enero de 1973);
- La banda de rock Heart, para el álbum Magazine (abril de 1978);
- La banda Air Supply, para el álbum The Earth Is... (1991);[6]
- Mina Mazzini con Johnny Dorelli en la radio, en la versión en italiano: Per chi (1978);
- El grupo croata Vatrogasci (en español, Bomberos), en 1994, realizaron una parodia de la canción traduciéndola al croata con el nombre M.Gorki y convirtiéndola en versión turbo-folk;
- En 1997, el Grupo Límite hizo cover de esta canción para su álbum Sentimientos;
- Donny Osmond, para el álbum Somewhere in Time, (noviembre de 2002);
- Jade Kwan, para el álbum Jade-2 Special Edition (enero de 2003;
- Clay Aiken, para el álbum A Thousand Different Ways (septiembre de 2006);
- Natalia Druyts, para el álbum This Time (2003);
- Bonnie 'Prince' Billy (Will Oldham), con la canción Babylon System de Bob Marley, para el EP Pebbles and Ripples (2004);
- Kelly Clarkson cantó la canción en la 1.ª temporada de American Idol durante la semana en que los jueces eligen a las canciones para los finalistas. Su actuación fue muy aplaudida y recibió críticas positivas por parte de los tres jueces;
- Katie Melua la cantó para ganar un concurso de nuevos talentos de Reino Unido, gracias a la cual fue "descubierta" y consiguió lanzar su carrera como cantante;
- Leona Lewis, ganadora del concurso X Factor 3;
- Beverly Trotman, de X Factor 4, la cantó acompañada de un piano en la semana dedicada a las canciones de amor. Fue eliminada, con el número de votos más bajo;
- La cantante Wing, para el álbum One Voice (2007).
- Carly Smithson, de American Idol, interpretó la canción durante la semana dedicada a Mariah Carey (15 de abril de 2008).

## Versiones en español

### Sin ti
- Paloma San Basilio, en 1985 incorpora versiones de clásicos como "Sin Ti (Without You)" de Badfinger, "We´re All Alone", de Rita Coolidge, adaptado con el título de "Impaciencia", o "Que va, que va" (el clásico "Manureva" de S. Gainsbourg).

- Antonio Cartagena cantó una versión de la canción en salsa, con el nombre "Sin ti" cuando perteneció a la orquesta Perú Salsa All Stars en 1990.

- Ricardo Montaner, versión en español con el nombre "Sin ti" la incluyó en su álbum de covers llamado "las mejores canciones del mundo" en 2007.

- La Silver Chance también lanzó una versión cumbia en español para su álbum Somos nosotros, del año 2010.

### No sé vivir si no es contigo
- Abraham Mateo, un niño español de 11 años, y Caroline Costa, una niña francesa de 13 años, grabaron la versión en español titulada "No se vivir si no es contigo" para el álbum Abraham Mateo (2009)
- En 2010 "No sé vivir si no es contigo" fue éxito en voz de la centroamericana Fabiola Rodas incluida en su álbum homónimo.

Esta ha sido la versión en español más famosa en España e Latinoamérica.

### Vivir sin tu cariño
- Cacho Castaña en su disco "Y nada fue lo mismo" realizado en 2007 realizó una versión de esta canción titulada "Vivir sin tu cariño".

### Desde el día que te fuiste
- Versión realizada por el Trío Pandora en el año 1992, incluida en su disco "Ilegal"

Otras versiones en español han sido: La versión en merengue de Klasse Aparte titulada Sin ti y la versión en salsa de Tito Nieves Sin ti.